# Aérodrome de Saint-Girons - Antichan
L’aérodrome de Saint-Girons - Antichan (code OACI : LFCG) est un aérodrome ouvert à la circulation aérienne publique (CAP), situé sur la commune de Lorp-Sentaraille à 4 km au nord-ouest de Saint-Girons dans l’Ariège (région Occitanie, France).
Il est utilisé pour la pratique d’activités de loisirs, de tourisme (aviation légère) et d'intervention en montagne (hélicoptères).

## Histoire
L'aérodrome a été inauguré en 1938, année de création de l'aéro-club de l'Ariège. 
Le 13 mars 1987, une convention est signée entre la CCI de l'Ariège et l'État.
Avec du personnel permanent jusqu'en septembre 2014, le site de Météo-France est automatisé à cette date. Une annexe Météo-France est recréée à Foix le 4 octobre 2021 avec six prévisionnistes et un périmètre élargi.
Fin 2016, le conseil départemental de l'Ariège achète les 40 ha d'Antichan avec les équipements à la CCI de l'Ariège pour 1 million d’euros à payer sur 10 ans,.

## Installations

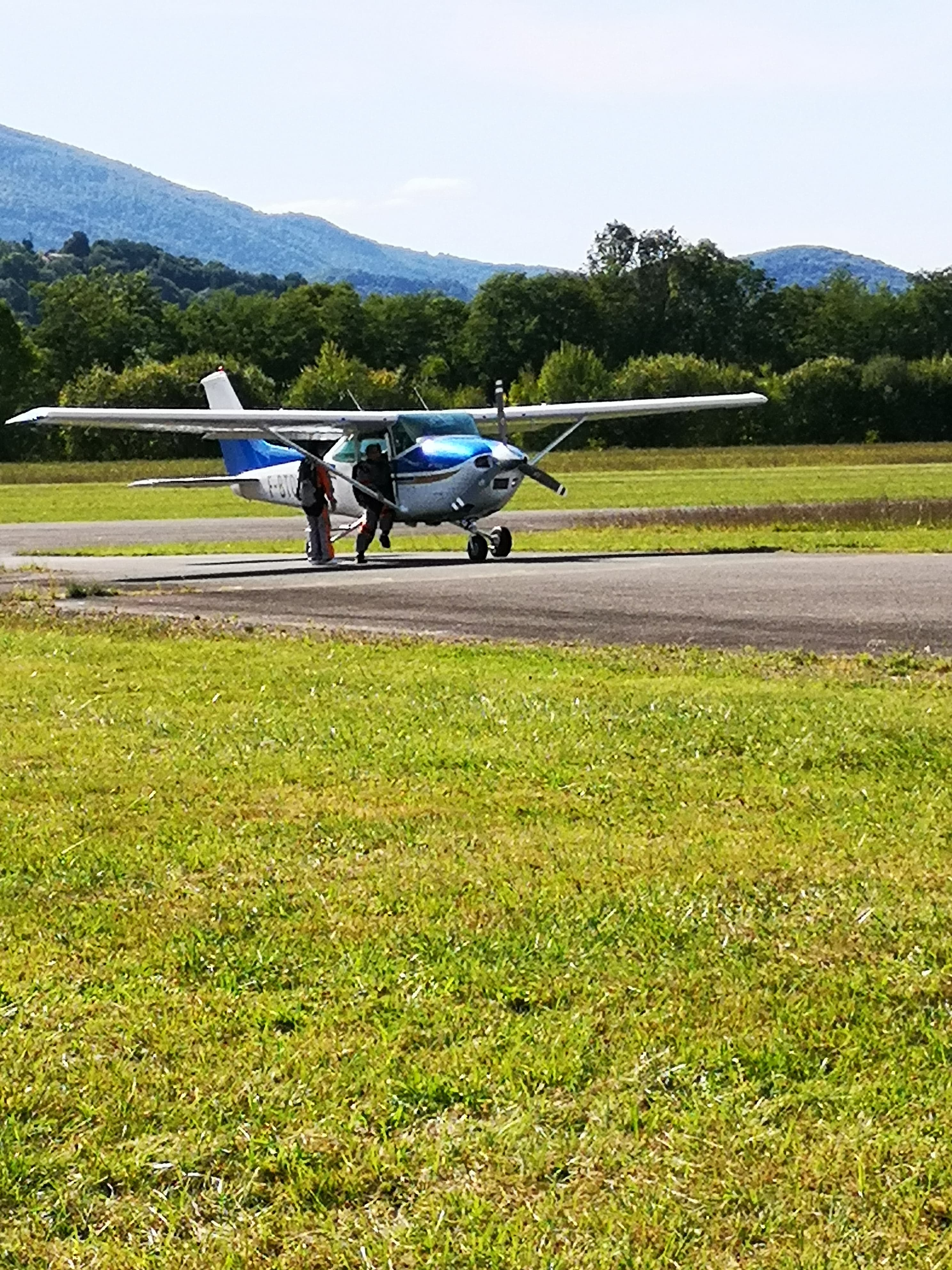
Antichan est une base de baptême en parachute biplace.

L’aérodrome dispose de deux pistes orientées quasiment sud-nord (16/34) :
- une piste bitumée longue de 1 100 m et large de 30 m
- une piste en herbe longue de 997 m et large de 50 m
- une bande de roulage réservée pour le décollage des planeurs par treuillage, longue de 80 m et large de 3 m.
- une aire d'envol des montgolfières de 80 par 80 m.

L’aérodrome n’est pas contrôlé. Les communications s’effectuent en auto-information sur la fréquence de 118,250 MHz.
L’avitaillement en carburant (100LL) et en lubrifiant est possible.

## Activités

### Héliportage
Outre l'activité de l'aviation légère, des hélicoptères de la société AirPlus y sont fréquemment opérationnels pour de l'héliportage en montagne, de la surveillance de réseaux, de la prévention contre les incendies...

### Loisirs et tourisme
- Aéroclub de l’Ariège
- Vol à voile : les qualités du site aérologique du site sont reconnues en Occitanie. L'aéroclub dispose de planeurs mais le centre de formation de UCPA pour stages de vol à voile a fermé en octobre 2018.
- Parachutisme Occitan (siège social à Moissac, en Tarn-et-Garonne), pour saut en parachute - tandem (atterrissage sur le site).
- Ballon bleu horizon, pour vol en montgolfière.

| \| 20 km1:2 341 000 \| Albi · Le Sequestre Montauban Millau · Larzac Cassagnes · Bégonhès Villefranche-de-Rouergue Mende · Brenoux Nogaro Condom · Valence-sur-Baïse Cahors · Lalbenque Figeac · Livernon Lasbordes Muret-Lherm · Saint-Gaudens · Montréjeau Bagnères · de-Luchon Pamiers · Les Pujols Saint-Girons · Antichan Castelnaudary · Villeneuve Lézignan · Corbières Alès · Cévennes Toulouse · Blagnac Francazal · Auch · Gers Castres · Mazamet Rodez · Aveyron Tarbes · Lourdes · Pyrénées Brive · Souillac Carcassonne · Salvaza Montpellier · Méditerranée Béziers · Cap d'Agde Nîmes · Garons Perpignan · Rivesaltes |
| 20 km1:2 341 000 |